# Terpna luteipes
Terpna luteipes är en fjärilsart som beskrevs av Felder 1875. Terpna luteipes ingår i släktet Terpna och familjen mätare. Inga underarter finns listade i Catalogue of Life.